# Tetracanthagyna
Tetracanthagyna is een geslacht van libellen (Odonata) uit de familie van de glazenmakers (Aeshnidae).

## Soorten
Tetracanthagyna omvat 5 soorten:
- Tetracanthagyna bakeri Campion in Laidlaw, 1928
- Tetracanthagyna brunnea McLachlan, 1898
- Tetracanthagyna degorsi Martin, 1895
- Tetracanthagyna plagiata (Waterhouse, 1877)
- Tetracanthagyna waterhousei McLachlan, 1898